# Jerk
Jerk(又稱Jerkin、the Jerk)是大約起源於2009年美國L.A的一群青少年，除了是新興的街舞風格外，也是一種正面積極的生活態度——反對暴力欺負、金錢勒索、吸毒酗酒等與次文化中給人的負面形象。另外Jerkers身上的「Skinny」Style，除了與「Baggy Daddy」大而寬鬆的上衣與垮褲等穿著做區隔外，穿著合身、重視細節搭配，以顛覆盲從潮流時，易失去的時尚與質感。
Jerk簡單來說是一種街舞的創新舞步，著重在輕快的搖擺踢踏、看似後退的滑步(reject)、或旋轉身體後將兩腿交叉蹲在腳踝(dip)，再快速起身，以腳尖頂地(pindrop)更是Jerkin經典的舞蹈動作，在尚未認識Jerkin街舞風潮之前，很容易以為是80年代流行舞步的復古，並且混雜一點麥可·傑克森的風格。也因為如此，在麥可意外過世的那年，網路上出現了一首I Miss Michael Jackson.的Jerk舞曲，許多Jerkers以各種麥可經典舞步用Jerk的風格跳出他們對這位巨星的懷念。
曾幫Lady GaGa專輯封面造型與攝影的時尚設計師Hedi Slimane，在Dior Homme擔任總監時期掀起一股「緊身」風潮，至今更是時尚史上重要的美學架構，甚至流竄在搖滾音樂與文化時尚中。因此他也注意到在L.A.這群青少年風潮，並為此用影像紀錄Jerk，也在2010 VOGUE雜誌發表一系列”INTRODUCING THE SKINNY JEANZ MOVEMENT”紀錄照片，其中包括前陣子與華納兄弟簽約、且單曲連續搶進美國告示榜前50名的NEW BOYZ、以及各個在Youtube活躍的Jerk網路名人或團體，如：The Rangers, JINC, Kream Kidz, Team Dummy, UCLA Jerk Kings, INDIGO VANITY, COCO, JC SUAVITY, PROPHET, BB THE JERK…等。
服裝上除了縮短而合身的上衣及窄管褲子之外，穿著稍厚鞋底的帆布鞋也是Jerk的特色，鞋身顏色也不再是一般街舞會看到的高調組合，反而是盡量極簡且單一的色彩，整體而言，Jerkin的加入讓潮流圈更增添一股輕快又親民的時尚感，2010年以融合東方與西岸文化的WestMill，為第一個在美國以外推動Jerk文化、街舞風格，以及生產相關商品的台灣品牌。2011年美國JERK Clothing，為一群年輕Jerkers在網路所創立的服飾品牌，與 WestMill聯名合作，希望能夠以Jerk文化的潮流新思維和生活態度，讓街頭文化的時尚質感提升。

## 外部連結
- JERK Clothing品牌網站
- JusJerk Youtube （页面存档备份，存于）
- WestMill品牌網站

## 資料
- 紐約時報November 20, 2009 -Hip-Hop’s New Steps （页面存档备份，存于）